# 柯氏牌坊
柯氏牌坊，又称柯氏先祖祠牌坊，是位於浙江台州市黄岩区的一座明代祠牌坊，现为县级文物保护单位。柯氏牌坊原本立于黄岩区横街路柯氏宗祠台门屋下，1994年因横街路拓宽被迁至方山白云堂下方。

## 建筑特点
柯氏牌坊为二柱一楼结构的石牌坊，通高 5.4 米,面阔2.7 米，单檐歇山顶结构。正脊两侧饰鱼龙形鸱尾,但其中有一侧的鸱尾已经残损。屋顶石板刻出椽子、圆勾头等形状，屋檐两侧原本的戗脊已经残缺。屋檐下有柱头铺作及补间铺作各两朵。额枋上横刻“横街柯氏先祖祠”7大字，竖刻“孙时遇书”4小字。

## 历史
按照光绪版黄岩县志对柯时遇及柯夏卿的记载，可以推出，有柯时遇题词的柯氏先祖祠牌坊应该建于明代万历年间（1573年－1620年）。